# Museo Cognacq-Jay
Il Museo Cognacq-Jay è un museo municipale di Parigi e raccoglie opere e oggetti d'arte del XVIII secolo, provenienti dalla collezione di Ernest Cognacq.

## Storia e descrizione
Il 21 febbraio 1928, alla morte di Ernest Cognacq, fondatore insieme alla moglie Marie-Louise Jaÿ del grande magazzino Samaritaine, la città di Parigi ereditò la sua collezione d'arte del XVIII secolo, esponendola in un edificio di boulevard des Capucines: il museo fu inaugurato il 4 giugno 1929 dal presidente della Repubblica Gaston Doumergue. Venne chiuso il 27 giugno 1988 per essere trasferito all'hôtel de Donon, restaurato per l'occasione: il museo fu riaperto il 18 dicembre 1990. Il 1º gennaio 2013, per decisione di Paris Musées, è divenuto uno dei 14 musei della città di Parigi.
Il museo ospita la collezione di Ernest Cognacq e di sua moglie, con opere del XVIII secolo, acquistate tra il 1895 e il 1925. Le stanze al piano terra sono decorate con pannelli in legno e con mobili e oggetti d'epoca. Tra le pitture figurano artisti come Nicolas de Largillière, Jean-Baptiste-Siméon Chardin, Rembrandt, Jacob van Ruisdael, Canaletto, Giambattista Tiepolo, Élisabeth Vigée Le Brun, Jean-Baptiste Greuze, Hubert Robert, Thomas Lawrence, Jean-Honoré Fragonard, François Boucher, pastelli di Maurice Quentin de La Tour e disegni di Antoine Watteau. Sono esposte sculture di Jean-Antoine Houdon e Claude Michel. Nelle vetrine si trovano porcellane, cornici e kit da toilette.